# Kraina tygrysów
Kraina tygrysów (ang. Tigerland) – dramat filmowy z 2000 roku w reżyserii Joela Schumachera.
Film w dwóch kategoriach nominowano do nagrody Independent Spirit. W 2000 roku Bostońskie Stowarzyszenie Krytyków Filmowych (BSFC) przyznało Colinowi Farrellowi nagrodę dla najlepszego aktora pierwszoplanowego.

## Obsada
- Colin Farrell jako szer. Ronald Bozz
- Matthew Davis jako szer. Jim 'Pax' Paxton
- Clifton Collins Jr. jako Miter
- Tom Guiry jako Cantwell
- Michael Shannon jako sierżant Filmore
- Cole Hauser jako sierżant Cota